# Die Legende der roten Laterne
Die Legende der roten Laterne (auch: Die rote Laterne; chinesisch: 红灯记, Hóng dēng jì) war eines der acht Modellbühnenwerke, die während der chinesischen Kulturrevolution aufgeführt werden durften. Das von Zhang Hongxiang und Yue Deshun arrangierte und 1964 in Peking uraufgeführte Werk hat die Gestalt einer modernen Peking-Oper.

## Handlung
Zeit der Handlung ist das Jahr 1939, China wird von japanischen Truppen besetzt gehalten. Der Eisenbahnarbeiter Lǐ Yùhé (李玉和), ein kommunistischer Untergrundkämpfer, soll den in den Bergen versteckten Guerillas chiffrierte Nachrichten überliefern, wird aber verraten und verhaftet. Hatoyama, der Chef der japanischen Militärpolizei, versucht vergeblich, den Code aus ihm herauszupressen. Seine alte Mutter ahnt, dass sie das nächste Opfer sein wird, und erzählt ihrer Enkelin Lǐ Tiěméi (李铁梅), der Protagonistin der Oper, die Geschichte der Familie. Ebenso wie Lǐ Yùhé wird auch Großmutter Lǐ schließlich ermordet. Tiěméi jedoch entschließt sich, dem Beispiel ihres Vaters zu folgen und in die Berge zu gehen, um seinen Auftrag zu vollenden.

## Entstehung und Rezeption
Die Oper ist die von Zhang Hongxiang und Yue Deshun arrangierte Abwandlung einer gleichnamigen Shanghaier Oper. Diese basiert auf dem 1963 uraufgeführten Spielfilm Zìyǒu hòulái rén (自有后来人; Regie: Yu Yanfu, chin.: 于彦夫). Der Film ist eine Adaption des 1958 veröffentlichten Romans Gémìng zìyǒu hòulái rén (革命自有后来人) von Qian Daoyuan (钱道源), dessen Ausgangspunkt wiederum die realen Erlebnisse kommunistischer Untergrundkämpfer sind, die sich während des Zweiten Japanisch-Chinesischen Krieges im Bahnhof von Hulin gegen die japanischen Invasoren zur Wehr gesetzt haben.
Die Oper gehörte zu den sechs, die Maos Ehefrau Jiang Qing als für die Revolutionskunst verbindlich erklärte. Das Werk bedient sich der künstlerischen Mittel der Peking-Oper (besonders hinsichtlich des Gesangs- und Schauspielstils), seine Handlung spielt jedoch in der Gegenwart und es zeigt die Schicksale von einfachen Leuten – ein Gegenstand, der während der Kulturrevolution besonders erwünscht war. Die Partie der Tiěméi umfasst neben stilisiertem Operngesang auch volksliedhafte Elemente. Die Dialoge werden, ähnlich wie in anderen Revolutionsopern, nicht im traditionellen Rezitativstil, sondern gesprochen vorgetragen.
1968 schuf Yin Chengzong eine Version für Klavierbegleitung.